# Међународни филмски студентски камп „Интеракција”
Међународни филмски студентски камп „Интеракција” једна је од многобројних културних манифестација у оквиру Златиборског културног лета која се традиционално од 2006. године, одржава августа месеца, на неколико локација у Златиборском округу. У периоду од 2006. до 2019. године у раду кампа учествовало је 234 учесника из 57 земаља. Учесници кампа су у том периоду снимили 47 документарних филмова, од којих је десет филмова освојило петнаест награда на филмским фестивалима широм света.

## Место и време одржавања манифестације
Међународни филмски студентски камп „Интеракција” одржава се сваке године у Ивањици и њеној околини, августа месеца.

## Бројност и састав учесника
Кам окупља 15-20 студенате продукције, режије камере, звука и монтаже из многих земаља света и Србије, изабраних међу више 100 пријављених студената из више од 30 земаља света.

## Карактер и значај манифестације
„Интеракција” је уметничка, односно филмска манифестација,која пре свега чини сегмент допуне туристичког боравка у Затиборском округу,а  према садржају, састоји се од: 
- фестивали играног филма,
- ревијалне смотре,
- фестивала студентског филма у који Интеракција спада,
- туристичка пропаганде регије, јер је програм кампа са тим оквирима, у којима се снимају филмови, а настали филмови се у мањој мери користе као део визуелне туристичке пропаганде путем приказивања на различитим дестинацијам.

У кампу је све посвећено документарном филму али у опуштеној атмосфери - кроз дружења, размену искустава и сталну жељу свих учесника да деле оно што се током кампа науче и створе.
Учесници кампа су подељени у неколико екипе, а свака од екипа снима по један документарни филма на територији Златибора, Ужица, Чачка и Ивањице. По завршетку снимања, учесници се окупљају у Пожеги, или на неком другом месту, где током десетодневног боравка монтирају филмове и паралелно учествују у пратећим програмима кампа (радионице, пројекције документарних филмова, слободне активности).

### Допунске манифестације
Интердок

Истовремено са одржавањем кампа „Интеракција", Филмарт већ осам година спроводи се и међународни мастерклас „Интердок" (који окупља око 156 учесника). И док су млади документаристи Интеракције монтирали своје филмове...
| „ | ...полазници Интердока су слушали предавања о креативном документарном филму од домаћих професоре документариста. | ” |

„Interscreen"
У оквиру редовног програма „Interscreen" свим учесницима су приказани бројни, пажљиво изабрани краткометражни и дугометражни документарни филмови. 
„Интер, Видео, Акција"
У оквиру кампа одржава се и програм „Интер, Видео, Акција", резиденцијални програм за домаће видео-уметнике.

## Иницијатор и организатор кампа
Иницијатор

Иницијатори овог међународног стваралачког пројекта је Независни центар „Филмарт”, који је камп покренуо са жењом; да овим пројектом сједне стране допринесе афирмацији Србије и стваралаштва младих, кроз међународну сарадњу, културну размену и комуникацију, или како Дејан Петровић, редитељ и директор Филмарта истиче: 
| „ | ...да направимо место где ће се у Србији студенти различитих филмских школа из читавог света окупљати, упознавати и где ће кроз заједничку продукцију документарних филмова, размењивати знања и искуства...И да, након Интеракције сва стечена знања и контакте успешно искористе да би унапредили свој професионални развој, каријеру... | ” |

Организатор
Међународни студентски филмски камп „Интеракција" се реализује под покровитељством Министарства културе и информисања Републике Србије, Филмског центра Србије и уз подршку многобројних пријатеља пројекта из јавног, независног и бизнис сектора.